# Erika (pétrolier)
Pour les articles homonymes, voir Erika.
L’Erika est un pétrolier à coque simple construit au Japon en 1975, qui a fait naufrage le 12 décembre 1999 au large de la Bretagne, provoquant une marée noire mémorable. À ce moment, il appartenait à une compagnie maltaise, Tevere Shipping, détenue de facto par l'armateur italien basé à Londres, Giuseppe Savarese, la gestion technique avait été assurée par la société Panship, et était affrété par la société Total pour un transport de 30 884 tonnes de fioul lourd en provenance de Dunkerque et à destination de Livourne (Italie).
La société de classification, Registro italiano navale (RINA, Italie), avait décelé des faiblesses dans certaines zones et recommandé de prendre des mesures ad hoc avant janvier 2000 mais n'avait pas fait reporter cette recommandation sur les documents de Classification de bord, c'est pourquoi cette recommandation n'aurait pas été suivie.
Le 25 septembre 2012, la société Total SA (renommée TotalEnergies), la société RINA et deux particuliers ont été reconnus responsables de ce naufrage et condamnés à des dommages-intérêts par la chambre pénale de la Cour de cassation française.

## Historique
L’Erika est construit au Japon en 1975 par les chantiers Kasado-Docks Ltd de Kudamatsu coque no 284. Initialement baptisé Shinsei-Maru, il est le second d'une série de huit navires identiques construits entre 1974 et 1976. Long de 184 mètres et compartimenté en 14 cales, l’Erika est conçu comme un transporteur polyvalent de produits pétroliers (bruts, raffinés). Il comprend treize citernes, deux lignes de manutention, et deux slop-tanks. Il est propulsé par un moteur à l'arrière de 13 200 ch pour une vitesse de 15 nœuds.
Son port en lourd, c'est-à-dire sa capacité nominale de chargement, est de 37 283 tonnes avec un tirant d'eau de 11 m. Cependant, revétu d'une simple coque et sans ballasts séparés, il faut le considérer comme « pré-Marpol » (Traité international de prévention de la pollution marine adopté en 1973 et 1978).
Au cours de sa carrière, le navire change huit fois d'armateur et de nom, trois fois de pavillon, trois fois de société de classification, et quatre fois de gestionnaire nautique.
Son équipage est constitué de 26 personnes.
| Année | Nom                 | Pavillon | Armateur                    | Gestionnaire nautique                                  | Société de classification |
| ----- | ------------------- | -------- | --------------------------- | ------------------------------------------------------ | ------------------------- |
| 1975  | Shinsei-Maru        | Japon    | —                           | —                                                      | NK                        |
| 1975  | Glory Ocean         | Panama   | —                           | —                                                      | NK                        |
| 1977  | Intermar-Prosperity | Liberia  | —                           | Berwick Shipping Ltd / Intermarine                     | NK                        |
| 1980  | Intermar-Prosperity | Liberia  | —                           | South Energy Shipping Company / Wallem Shipmanagement  | ABS                       |
| 1985  | South-Energy        | Liberia  | —                           | South Energy Shipping Company / Wallem Shipmanagement  | ABS                       |
| 1985  | South-Energy        | Liberia  | Gaymont Inc. Monrovia       | —                                                      | ABS                       |
| 1986  | Jarhe Energy        | Liberia  | —                           | —                                                      | ABS                       |
| 1990  | Prime Noble         | Malte    | Desert Peace ship. Co. Ltd. | Sapha Maritime Enterprise – Groupe Polembros (Nicosie) | ABS                       |
| 1993  | Prime Nobles        | Malte    | —                           | —                                                      | BV                        |
| 1994  | Nobless             | Malte    | Tevere Shipping Co. Ltd.    | Drytank-Cardiff / Starship Management                  | BV                        |
| 1996  | Erika               | Malte    | Tevere Shipping Co. Ltd.    | Drytank-Cardiff / Starship Management                  | BV                        |
| 1998  | Erika               | Malte    | Tevere Shipping Co. Ltd.    | Panship Management                                     | RINA                      |

## Chronologie du naufrage

### Avant le naufrage
Le 31 mai 1997, les entreprises Tevere Shipping (Giuseppe Savarese) et Panship (Antonio Pollora) signent un contrat de consultance et d’assistance technique pour la gestion de l’Erika.
Le 14 février 1998, la société de classification Rina constate lors d'un contrôle que l’Erika présente un état de délabrement. Le 5 mai 1998, Rina délivre le Document of Compliance d'une validité de cinq ans attestant que Panship répond aux exigences internationales. Le 20 mai 1998, l’Erika est contrôlé en Norvège où sont constatées 11 déficiences. Le 3 juin 1998, Rina délivre le Safety Management Certificate d'une validité de cinq ans. De juin à août 1998, des travaux a minima sont effectués sur l’Erika au chantier Bijela (Monténégro). Le 3 août, Rina et Tevere Shipping signent un contrat et des certificats provisoires sont délivrés par Rina le 15 août. Le 16 décembre 1998, les certificats définitifs sont délivrés par Rina.
Le 21 mai 1999, Total et Enel signent un contrat de vente de 200 à 280 000 tonnes métriques de fioul ; les livraisons doivent se faire sur huit voyages entre mai et décembre. En août, sur demande de Malte, un audit de Panship est effectué par Rina. Les 16 et 17 août se déroule la première partie de la visite annuelle de l’Erika par Rina à Gênes. Le 6 septembre, l'audit de l’Erika a lieu et le Safety Management Certificate est confirmé. Le 14 septembre, Tevere Shipping et Selmont signent la charte-partie d'affrètement à temps pour six mois. Le lendemain, Selmont et Amarship signent un contrat stipulant qu'Amarship devient le courtier de Selmont. Les 11 et 23 novembre, la corrosion avancée des ballasts de l’Erika est constatée par son commandant à Novorossiisk, port russe sur la mer Noire et Augusta, port en Sicile. Les 22 et 24 novembre 1999 a lieu la deuxième partie de la visite annuelle de l’Erika par Rina à Augusta qui recommande la mise en place de travaux dans les deux mois mais sans reporter cette mention dans le Certificat de bord. Le 26 novembre, Selmont et Total Transport Corporation signent la charte-partie d'affrètement au voyage ; Selmont conserve la gestion nautique et commerciale du navire.

### Départ
Le 7 décembre 1999, affrété par la compagnie française Total, 30 884 tonnes de fioul lourd no 2 sont chargées à bord de l’Erika à Dunkerque dans le terminal Total de la raffinerie des Flandres. Le lendemain, malgré le mauvais temps, l’Erika et ses 26 membres d'équipage appareillent à 19 h 45 pour Milazzo (Sicile) afin de livrer le fioul à la compagnie nationale italienne Enel pour produire de l'électricité,.
Pendant sa traversée de la Manche, le temps ne s'améliore pas avec des vents OSO d'une force 7 à 8 et des creux de vagues de 3 à 4 m. Le 9 décembre, à 23 h 1, le navire se signale réglementairement lorsqu'il longe Cherbourg (vent OSO force 7, mer forte), puis le 10 décembre à 13 h 12 en passant Ouessant (vent SO force 8, mer forte). L’Erika ne fait mention d'aucune difficulté. À la sortie du dispositif de séparation du trafic d'Ouessant, l’Erika change de destination pour Livourne,.
Jusqu'à 14 h 18 le lendemain, le pétrolier continue de naviguer par très gros temps avec un vent SO d'une force 8 à 9, une houle d'ouest, et une grosse mer dépassant les 6 m de creux. Le bateau est fortement éprouvé, il tangue fortement et retombe lourdement dans les creux tandis que des paquets de mer s'abattent sur le pont.

### 11 décembre

#### Début de gîte et premières fissures
Le 11 décembre 1999, vers 12 h 40, l’Erika est au large des côtes de Saint-Nazaire lorsque le navire commence à gîter de 15° sur tribord. Une manœuvre est effectuée sur les ballasts pour équilibrer le bateau. À 14 h 8, l’Erika signale l'avarie en lançant un appel de détresse par télex Inmarsat C au Centre régional opérationnel de surveillance et de sauvetage (CROSS) d'Étel (Morbihan). Sa position est 46°29’N et 07°20’W, le plaçant à plus de 300 km de Brest, de La Corogne et de Donges. Le CROSS accuse réception par Inmarsat C à 14 h 11 mais ne parvient pas à établir un contact phonique.
À 14 h 15, le commandant de l’Erika Karun Mathur contacte le porte-conteneurs Nautic, probablement par VHF, qui se trouve dans les environs afin que celui-ci contacte par Inmarsat A ses armateurs, Tevere Shipping Ltd, à Ravenne. Le Nautic ne parvient pas à les joindre mais transmet la demande à d'autres bateaux proches.
À 14 h 18, l’Erika étant parvenu à réduire la gîte à 5°, le navire se met en fuite sur une route nord-est pour inspecter le pont et vérifier les ullages sans être exposé aux paquets de mer. Le ballast no 2 tribord est à moitié plein au lieu d'être vide tandis que le niveau de la citerne no 3 centrale « a fortement baissé », ce qui signifie pour le commandant qu'une partie du fioul de la citerne s'est déversé dans le ballast. Le commandant fait alors effectuer un déballastage du ballast no 4 tribord qui dure jusqu'à 15 h 30. À 14 h 30, le second capitaine rapporte trois fissures longues de 1,5 à 2,4 m et trois plis de flambage de 2 à 3,5 m de long au niveau du bordé de pont sur l'avant du ballast no 2 tribord.
À 14 h 34, le commandant demande que l'on surveille le bordé de pont et réduit la vitesse de l’Erika à 75 tr/min. Il pense pouvoir s'en sortir sans assistance et, en réponse au message de 14 h 11, annonce au CROSS que le navire a eu une gîte importante mais que l'avarie est réglée et transforme son message de détresse en message de sécurité. À 14 h 38, le CROSS Étel fait part de la situation au Centre opérationnel de la Marine (COM) de Brest et ils conviennent de rester en alerte et de se rappeler si la situation évolue.
À 14 h 42, l’Erika entre en contact avec son gestionnaire nautique et l'informe de la situation : la gîte, les fissures, le fioul déversé dans les ballasts… À 14 h 48, un navire militaire britannique, le Fort George, se déroute pour venir en aide à l’Erika mais le commandant leur répond que la situation est sous contrôle et qu'il ne réclame pas assistance. Cette information ne sera transmise aux autorités françaises qu'un mois plus tard. À 14 h 55, le CROSS et l’Erika parviennent à se joindre en radiotéléphonie sur la fréquence 2 182 kHz. Le commandant de l’Erika confirme que la gîte est sous contrôle et qu'il n'a plus besoin d'aide. Les fissures du pont ne sont pas évoquées. Ce sera la seule fois où l’Erika et le CROSS entreront en contact phonique.
À 15 h 10, le navire marchand Sea Crusader contacte l’Erika par radio, au sujet de la demande de contact pour prévenir ses armateurs à Ravenne par radiophonie satellite, pour l'informer qu'il a pu entrer en contact avec la « personne désignée » (au sens du code ISM) chez Panship. À 15 h 14, l’Erika envoie un message au CROSS pour confirmer que la situation est sous contrôle et transforme son message de détresse en message de sécurité.
À 15 h 30, le déballastage commencé une heure plus tôt est terminé. L'assiette du bateau est de −0,6 m, l’ullage de la citerne no 3 aurait fortement augmenté tandis que celui du ballast no 2 tribord serait de 5 m. Le commandant fait communiquer les ballasts no 2 bâbord et tribord jusqu'à ce que leurs niveaux soient équilibrés. L’Erika gîte légèrement sur bâbord mais le calculateur de chargement indique que les efforts subis restent en dessous du seuil de tolérance. À 15 h 47, l’Erika confirme à son gestionnaire nautique Panship qu'il maîtrise la situation, qu'il a annulé sa demande d'assistance, et qu'il fait route inverse.

#### Route inverse vers les côtes
À 16 h 12, le commandant de l’Erika entre en contact phonique avec Panship pour l'informer de la gîte et qu'il fait route pour s'abriter vers le port le plus sûr. À 16 h 27, l’Erika met le cap vers Donges-Saint-Nazaire, le port le plus proche. Le commandant contacte le consignataire retenu, l'agence maritime Pomme de Port-de-Bouc, qui désigne l’agence maritime Stockaloire de Donges pour s'occuper de cette escale imprévue. En se dirigeant vers un refuge sur les côtes, l’Erika s'expose aussi à une houle plus violente en approchant le plateau continental, ce qui aurait été également le cas en continuant vers Brest.
À 17 h 25, l’Erika informe le CROSS de son changement de cap de 14 h 18, précise qu'il part s'abriter dans un port, et annule son message de sécurité. À 17 h 28, le CROSS prévient la préfecture maritime de Brest de ce qu'il sait de la situation, avec une copie à toutes les autorités concernées ;  n'en ayant pas été informé, il ne parle pas des avaries de pont du navire et l'annulation du message de sécurité peut laisser croire que la situation à bord est sous contrôle.
Vers 17 h 30, afin d'éviter une fuite en cas de propagation des fissures du bordé de pont, une partie du fioul de la citerne de cargaison no 1 tribord est transféré dans la citerne no 1 centrale qui devient pleine tandis que l'autre se retrouve à moitié vide. À 17 h 44, le CROSS demande à l’Erika de préciser son port de refuge. L’Erika répond à 18 h 8 qu'il compte atteindre le port de Donges le lendemain vers 18 h 0.
À 18 h 30, les deux ballasts latéraux no 2 sont équilibrés avec un ullage de 10 m et leur traverse de communication est fermée. À 18 h 34, le répondeur téléphonique de la cellule sécurité-environnement/maritime de Total Paris reçoit un message de l’Erika évoquant ses difficultés, sauf les fissures, et la désignation de Pomme/Stockaloire comme agent à Saint-Nazaire. Panship ne contactera pas Total jusqu'au naufrage.
À 19 h 17, le commandant de l’Erika informe Panship que Total a été contacté et qu'il fait route sur Donges. Il précise que l'état des criques n'a pas changé et demande à Panship de prévenir les assureurs, le P&I et la société de classification Rina. À 19 h 46, l’Erika confirme la situation à Total et l'informe des mesures prises.

#### Informations tardives
À 20 h 40, Stockaloire transmet les directives à l’Erika pour contacter le CROSS A Étel. À 21 h 15, le port de Saint-Nazaire informe le CROSS que l'agent de l’Erika est Stockaloire et qu'il l'a contacté en indiquant que le navire a une forte gîte et que des fuites auraient été colmatées. Ce n'est qu'à ce moment que les autorités maritimes françaises sont mises au courant de la fissure du pétrolier.
Le port de Donges-Saint-Nazaire annonce qu'il refuse d'accueillir l’Erika s'il présente des fuites de fioul, le courant de la Loire empêchant l'installation de barrage, et évoque l'idée d'un déroutement sur Brest. À 21 h 20, le CROSS demande à l’Erika de décrire précisément l'état du bateau et les problèmes de fuites afin d'en faire part au port de Saint-Nazaire. Le CROSS expose ensuite l'évolution de la situation à la préfecture maritime.
À 22 h 27, l’Erika transmet au CROSS Étel un message SURNAV dans lequel il donne sa position (46 55N / 006 04W), son cap au 90, sa vitesse de 9 kn, sa destination (Donges), son arrivée prévue le 12 décembre à 14 h 30, ses prévisions de tirant d’eau à l’arrivée et sa cargaison de 30 884 t de produits pétroliers. Le commandant souligne également le développement de criques au niveau du pont principal à l'avant du ballast no 2 tribord.
À 22 h 50, l’Erika fournit au CROSS une synthèse de la situation depuis la gîte de 14 h 18 où il révèle pour la première fois l'existence des fissures au niveau du pont. À 23 h 30, le CROSS Étel met au courant la préfecture maritime de Brest des nouveaux rebondissements et joint une copie de l'ensemble des messages échangés avec l'Erika.

### 12 décembre

#### La situation s'aggrave

Localisation des pollutions engendrées par le naufrage.

À 0 h 10, la mer est très grosse avec des vents SO de force 9 à 10. La gîte reprend de 3 à 4° sur tribord et l’ullage du ballast no 2 tribord est passé de 10 à 5–6 m et, jusqu'à 3 h 0, l'eau qu'il contient est vidangée en permanence. À 1 h 0, pour ménager le navire, le commandant met le cap au 050 jusqu’à 4 h 10.
À partir de 3 h 0, les fissures du pétrolier s'aggravent. Le navire avance à 5 kn et devient difficilement gouvernable mais la vitesse est maintenue. À 3 h 30, une fuite de fioul de la citerne no 3 tribord est constatée et a fait monter l’ullage de la citerne de 1,5 à 4 m. L’Erika met le cap au 085 afin d'atteindre Donges aussi vite que possible. Des traces de perte de fioul en mer sont constatées.
Via la fréquence de détresse HF2182, le CROSS Étel essaie en vain d'entrer en contact avec l’Erika à 3 h 30, 3 h 40, et 3 h 50. Il lui transmet ensuite un message pour demander sa position. À 4 h 5, l’Erika lui transmet que sa position est 47°11'N, 04.54 W, sa vitesse de 9 kn et son cap au 095.

#### Évacuation et rupture du navire
À 5 h 54, le commandant de l’Erika envoie finalement un message de détresse et demande l'évacuation du navire, signalant la déchirure de la coque entraînant une voie d'eau. La préfecture maritime est informée et le CROSS s'occupe de l'organisation du sauvetage.
À 6 h 12, l’Erika informe Panship que le bordé de muraille du ballast no 2 tribord s'arrache sur la moitié de sa longueur, se rabat sur le pont et coule. Le navire n'est plus gouvernable. À 6 h 20, il informe Total que les tôles de bordé s'arrachent toujours. À 6 h 55, l’Erika signale une dernière fois sa position : 47° 12′ N, 4° 36′ O. À 7 h 37, les secours aériens se mettent en œuvre.
Depuis 6 h 0, l'arrachement du bordé de muraille du ballast no 2 tribord se propage dans la tranche 2 par le bordé de fond. Le navire se plie, son pont agissant comme une charnière. À 8 h 8, dans les eaux internationales à 30 milles marins au sud de la pointe de Penmarc'h, l’Erika fait naufrage en commençant à se casser en deux ; les deux parties se séparent entièrement à 8 h 21, ; 7 000 à 10 000 t de pétrole se déversent dans la mer au moment du naufrage.
À 8 h 20, un hélicoptère Super Frelon est sur place et commence à évacuer l'équipage par hélitreuillage. À 10 h 43, les 26 membres de l'équipage sont entièrement évacués, le commandant quitte le navire en dernier.
À 16 h 0, la partie arrière de l’Erika (104,45 m) est remorquée par l’Abeille Flandre, basé ce jour-là à l'île d'Ouessant, pour l'écarter de Belle-Île-en-Mer, en vue d'un pompage de la cargaison. Parallèlement, le Malabar, un autre remorqueur, surveille la partie avant (environ 80 m). À 18 heures, le plan Polmar Mer est déclenché par la préfecture maritime de l'Atlantique.

### Semaines suivantes
Dans la nuit du 13 au 14 décembre, la moitié avant, après avoir flotté verticalement à la dérive, coule à 55 km au sud de Penmarc'h et à 90 km à l'ouest de Belle-Île-en-Mer, avant que le remorqueur Tenace ne puisse intervenir. Le 14 décembre, à 14 h 45, la partie arrière toujours en remorque, coule à 70 km de Penmarc'h. Les deux parties du navire fuient légèrement et reposent à 120 m de fond, à une dizaine de kilomètres l'une de l'autre.
La Marine nationale équipe deux bâtiments de soutien de haute mer pour intervenir sur la pollution dès que le temps s'améliore et demande la mobilisation des pays membres de l'Accord de Bonn (1969) (en). Des observations aériennes en mer sont effectuées par les Douanes et la Marine nationale et plusieurs nappes à la dérive sont repérées. Les nappes se déplacent vers l'est à 1,2 kn et l'une d'entre elles, longue de 15 km, est estimée à 3 000 tonnes. Les observations effectuées les jours suivants montrent des chapelets de nappes épaisses (5 à 8 cm) qui tendent à se morceler tout en dérivant parallèlement à la côte.
Le 16 décembre, de petites nappes d'une centaine de mètres de diamètre se concentrent dans une zone de 25 km de long sur 5 km de large. À partir du 17 décembre, les nappes commencent à s'enfoncer de quelques centimètres sous l'eau. Le 19 décembre, à 16 h 0, le plan Biscaye, plan d'entraide franco-espagnol, est activé.
Pour lutter contre la pollution, la solution du pompage est choisie. Deux navires de la Marine nationale, Alcyon et Ailette, un navire hollandais, Arca, un allemand, Neuwerk, un britannique, British Shield, et deux espagnols, Ibaizadal II et Alonso de Chaves, sont mobilisés. Le pompage est compliqué par les conditions de mer très difficiles, de plus la texture du produit polluant provoque une obstruction fréquente des pompes « Transrec » qui sont ensuite remplacées par des pompes « Foilex ». Total met un bitumier à la disposition de la Marine nationale. Après plusieurs essais, 60 m3 d'émulsion parviennent finalement à être récupérés le 20 décembre. Bien que les conditions météorologiques empirent, le pompage se poursuit avant d'être arrêté le 23 décembre après avoir récupéré 1 200 m3 d'émulsion.

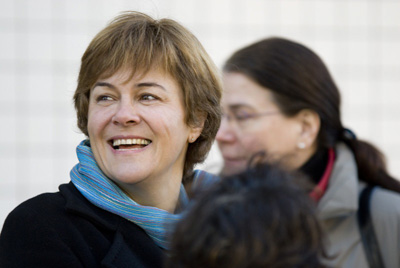
La ministre de l'écologie Dominique Voynet affirme après le naufrage que ce n'est pas la catastrophe du siècle.

Le 23 décembre, onze jours après le naufrage, les premières nappes arrivent sur la côte dans le Finistère sud. Des arrivages se poursuivent les jours suivants de manière éparpillée : ils atteignent les îles du Morbihan (Groix et Belle-Île-en-Mer) le 25 décembre et la Vendée, au nord de Noirmoutier, le 27 décembre. Le phénomène de marée noire est accentué par les tempêtes de fin décembre 1999 en Europe, des vents de plus de 100 km/h soufflent perpendiculairement sur la côte, et les forts coefficients de marée, qui amènent le pétrole très haut sur l'estran jusqu'à atteindre le sommet de falaises de plus de 10 m. La ministre de l'écologie Dominique Voynet interrompt ses vacances à La Réunion pour se rendre sur place mais ne prend pas part à l'émotion médiatique et déclare « ce n'est pas la catastrophe du siècle », un propos qui lui sera longtemps reproché,,.
Une initiative citoyenne nommée « Radiophare » animée par Olivier Zablocki réussit à mobiliser de nombreux citoyens pour signaler la présence de pétrole sur la côte, les transformant ainsi en « vigies littorales », notamment à l'aide de cartes interactives qu'ils renseignent en ligne. Pendant un certain temps, ces cartes de pollution côtière s'avèrent mieux renseignées et plus à jour que celles établies par les pouvoirs publics,,,.
Une couche de pétrole de 5  à   30 cm d'épaisseur recouvre certaines zones du littoral sur plusieurs mètres de large. L'île de Groix, face à Lorient, est particulièrement affectée. La marée noire atteint la Loire-Atlantique le 26 décembre, puis la Vendée le lendemain et la Charente-Maritime le 31 décembre. Le plan Polmar-terre est déclenché en Vendée et en Charente-Maritime dès le 22 décembre et le 23 décembre en Loire-Atlantique mais le Finistère et le Morbihan ne le déclenchent que le 24 décembre alors qu'ils sont déjà touchés par la pollution.

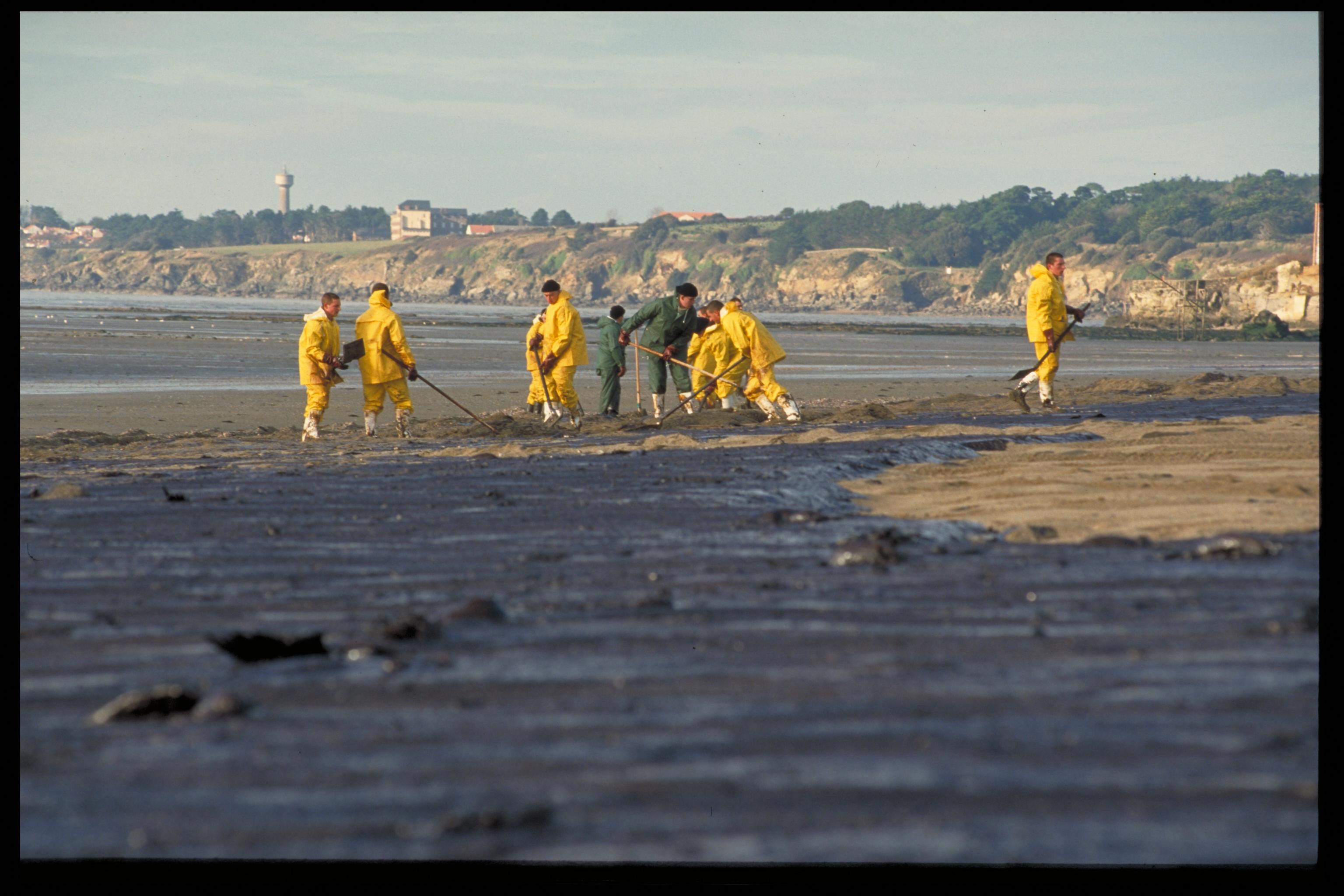
Nettoyage des plages de La Bernerie-en-Retz

Le 30 décembre, le temps devient plus favorable et le pompage peut reprendre. De petites opérations de pompage sont menées ainsi que le chalutage au large de la Vendée. Au total, 1 200 tonnes de fioul sont récupérées.
- janvier 2000 : Le premier rapport sur le naufrage du pétrolier est remis au gouvernement. Rédigé sous l'autorité de Georges Touret, administrateur général des Affaires maritimes et Jean-Louis Guibert, secrétaire général de l'Institut français de navigation, ce document de soixante pages met en lumière certaines aberrations du transport maritime et les pratiques douteuses des pavillons de complaisance.

- Le 1er avril 2000, les représentants de la région organisent une marche dans Paris afin de manifester leur volonté de préserver la mer[30]. Ils demandent que l'État prenne des mesures drastiques : nettoyage des côtes avant l'été et indemnisation des professionnels dont l'activité est liée à la mer (pêcheurs, ostréiculteurs, hôteliers). Ils demandent aussi la mise en place d'une véritable cellule de crise, le début des opérations de pompage ainsi que des mesures contre les rejets illicites d'hydrocarbures en mer — passant par la création d'un organisme de contrôle indépendant, l'exigence de certificats de dégazage et la multiplication du nombre d'experts européens[31].

- Durant l'été 2000, le pompage du pétrole restant dans les parties immergées du navire est entrepris. Il sera récupéré 11 245 tonnes de fioul lourd. L'opération a été prise en charge et payée par la société Total-Fina-Elf, affréteur du navire et qui s'était déclarée « non responsable ». Après un appel d'offres international, c'est la société Coflexip-Stena-Offshore qui a réalisé ce pompage.

Les opérations de nettoyage grossier s'arrêtent début avril, les opérations de nettoyage fin prennent le relais. Le pompage de l'épave commence le 5 juin.
Le retrait des pompiers et de l'armée commence fin juin et se termine à mi-septembre. Le pompage de l'épave s'achève le 5 septembre.

## Bilan

### Impact environnemental

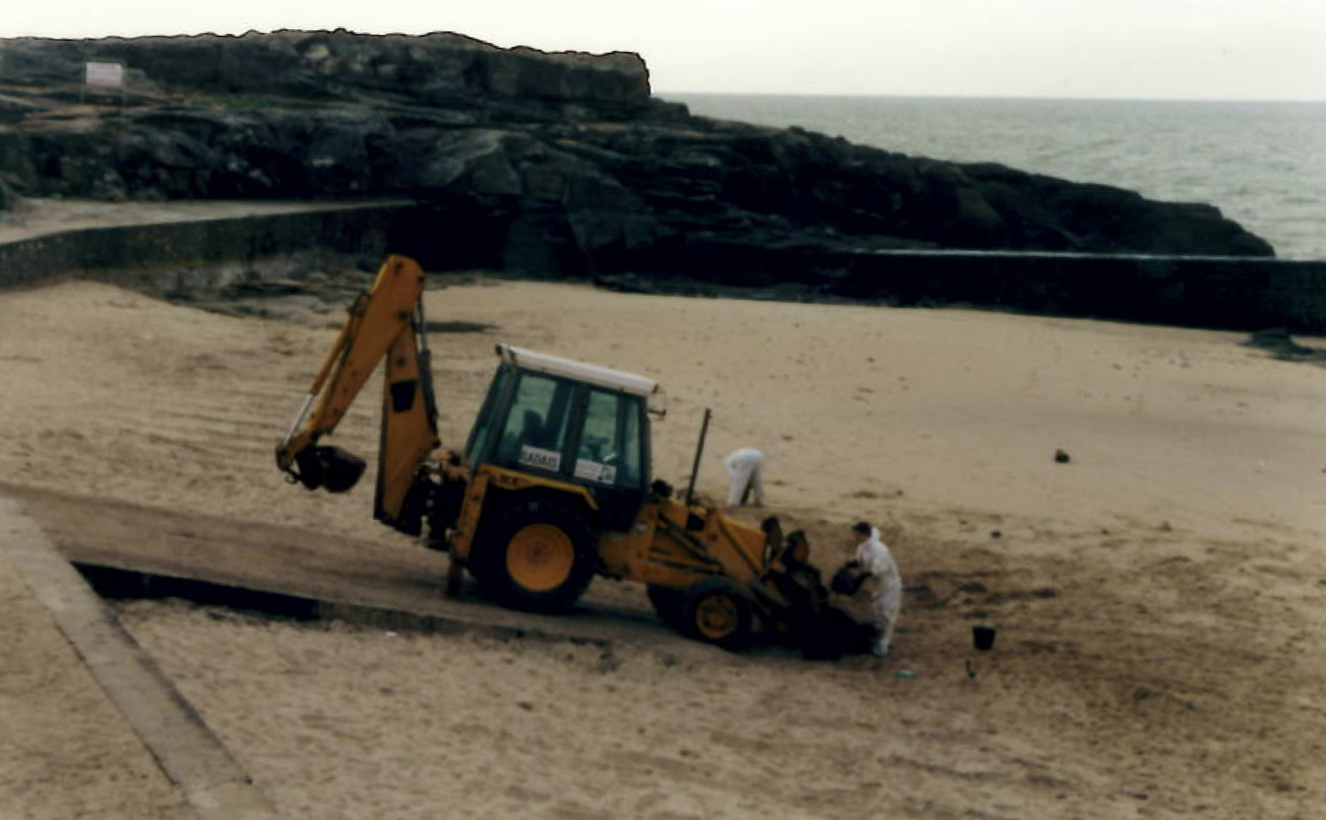
Travaux de dépollution à Batz-sur-Mer.

Les côtes françaises, du Finistère à la Charente-Maritime, sont souillées sur 400 km. Le nombre d'oiseaux morts est estimé entre 150 000 et 300 000 , dont 80 % des guillemots de Troïl.
Le poids des déchets est estimé à 250 000 tonnes.
La cargaison officielle est du fioul lourd no 2 dans lequel on retrouve des hydrocarbures aromatiques polycycliques (HAP), réputés cancérigènes. En estimant une teneur en HAP de 0,05 %, sur 18 000 tonnes de fioul à la mer, ce sont 10 tonnes de produits cancérigènes qui se seraient retrouvés dans l'océan.

### Coût
Dans son rapport de 2006 commandité par l'AOLS, l'Inra évalue le préjudice écologique à 371,5 millions d'euros en précisant qu'il s'agit d'une « estimation basse »,.
Total verse initialement 200 000 euros pour le nettoyage des plages.
Les dommages-intérêts réclamés par 101 parties civiles avoisinent le milliard d'euros, mais les demandes de nombreuses organisations et associations sont déclarées irrecevables. Cela comprend :
- 230 millions d'euros réclamés par les victimes (montant revu à la hausse[réf. nécessaire] au début du procès le 12 février 2007) ; auxquels s'ajoutent 400 millions[réf. nécessaire] concernant le dommage écologique[note 3] ;
- 154 millions dépensés par l'État français[37] (qu'il réclamera quand les victimes auront été indemnisées[réf. nécessaire]) ;
- 200 millions (pour le pompage des épaves de l’Erika, certains chantiers de dépollution et le traitement des déchets générés par la marée noire)[réf. nécessaire] ; le tout étant pris en charge par Total, qui a promis, s'il en demande le remboursement, de se placer en dernier de la liste[réf. nécessaire].

Le FIPOL, Fonds d'indemnisation des pollutions, et l'assureur du navire (Streamship Mutual) ont versé en décembre 2002, 53 millions d'euros. Le plafond des versements du FIPOL est de 182 millions. Ce dernier a engagé des poursuites contre tous les acteurs de l'accident : propriétaire, armateur, assureur, affréteur et société de classification.

## Enquête sur le naufrage et son bilan

### Rapport Touret et Guibert
Ce premier rapport sur le naufrage du pétrolier a été rédigé sous l'autorité de Georges Touret, administrateur général des Affaires maritimes et Jean-Louis Guibert, secrétaire général de l'Institut français de navigation et remis au gouvernement Lionel Jospin en janvier 2000. Ce document de soixante pages met en lumière certaines aberrations du transport maritime et les pratiques douteuses des pavillons de complaisance.
Selon ce rapport :
- Il n'y a pas de faute de l'équipage. Les experts estiment que le « commandant disposant d'une solide formation maritime et d'une expérience de plus de quinze ans a rempli correctement ses fonctions ».
- L'état de la mer ne présentait pas de réel danger pour un navire de cette importance. La « météorologie n’était certes pas bonne », mais le coup de vent subi « n’est pas chose extraordinaire dans le golfe de Gascogne à pareille époque et n’est pas insurmontable par un navire-citerne de cette taille ».
- Le navire a coulé en raison d'une rupture d'une cloison interne entre deux citernes à cause de la « corrosion d'oxydation foisonnante et des détachements de plaques de rouille ». Les fissures se sont alors propagées sur toute la coque entraînant la cassure du navire.
- Le bateau a changé huit fois de nom depuis sa mise à l'eau en 1975.
- Les rapporteurs ne sont pas parvenus à savoir qui était le véritable propriétaire de l’Erika. Il leur fut difficile de s'y retrouver entre le propriétaire apparent — Tevere Shipping, une simple coquille vide enregistrée à Malte —, la société de gestion nautique basée à Ravenne en Italie, l'affréteur — une société helvético-bahamienne — et le sous-affréteur, le groupe Total SA. Les rapporteurs soupçonnent que les véritables propriétaires pourraient être des armateurs grecs ou napolitains[39].
- En novembre 1999, la société de classification italienne RINA avait signalé la nécessité de retirer la certification ISM mais la MMA (Malta Maritime Authority) « n’avait pas donné suite aux recommandations […] du RINA, recommandations qui visaient en août 1999 à suspendre cette certification, à la suite de vérifications tant à bord de navires que du siège même de la société ».
- Malte, faute d'avoir un corps d'inspecteurs suffisant[réf. nécessaire] (douze inspecteurs pour mille trois cents navires), n'a pas suivi les recommandations[note 4] de la société de classification.
- Depuis 1996, l’Erika a été contrôlé sept fois dans les ports d'escale, apparemment « par des officiers compétents et consciencieux », mais « aucune inspection de structure n’a été faite, notamment dans les ballasts pour lesquels les rapports ne font que reprendre les observations des capitaines ». Cependant, lors de l'année 1999, la firme américaine Mac Kenzie lui avait donné la note de un sur cinq, le considérant donc en piteux état.

Ce mauvais état est donc, d'après ce rapport, la cause principale du naufrage. Les auteurs concluent clairement :

« C’est donc bien l’insuffisance d’entretien et corrélativement le développement rapide de la corrosion qui sont à l’origine de l’affaiblissement de la structure de la tranche 2 de l’Erika, affaiblissement qui s’est traduit par des ruptures en chaîne jusqu’à la ruine totale de l’ensemble.
Ce facteur est déterminant, au point de pouvoir considérer les autres facteurs comme relativement secondaires. »

— Conclusion du rapport Touret et Guibert

### Suspicions sur la cargaison
Une analyse demandée par l'Association des Bénévoles d'Erika au laboratoire indépendant Analytika d'un échantillon de rejets côtiers et de cuve résultant du pompage de l’Erika révèle la présence de chlorure d'ammonium quaternaire. La cargaison ne serait pas, selon cette analyse, du fioul lourd mais soit des boues de forage, soit des déchets de raffinerie où l'on trouve normalement la molécule chlorée. La cargaison serait alors des déchets industriels spéciaux (DIS) dont l'exportation est interdite. En réalité, la présence de chlorures d'ammonium est typique dans les fractions lourdes de raffinage pétrolier. En effet, pour lutter contre la corrosion par l’acide chlorhydrique dans les unités de distillation, de l’ammoniac est injecté dans les installations ou directement dans le brut. Dans les conditions chimiques et physiques existantes, une partie de cet ammoniac se transforme en chlorure d’ammonium qui, étant peu volatil, se retrouve dans les fractions lourdes de la distillation (résidu). Or, la teneur en chlorures trouvée dans la cargaison de l’Erika était parfaitement compatible avec la composition typique d’un fioul lourd no 2.
Des journalistes d’investigation de la chaîne de télévision France 3, Willy Colin et Antoine Placier sont arrivés à la conclusion que Total a mis en fabrication et chargé sur le tanker maltais un second produit — une quantité de 4 000 tonnes. L’ordre est venu d’un trader travaillant pour Total à Londres. Celui-ci aurait contourné les procédures habituelles. D’origine anglaise, il a refusé de répondre aux convocations des enquêteurs français.
Toutefois, l’analyse des documents de qualité de la cargaison a montré que cette deuxième parcelle de produit, tout en ayant des caractéristiques chimiques différentes de la première, était conforme aux spécifications typiques d’un fioul lourd no 2[réf. nécessaire].
Par ailleurs, toujours selon les journalistes, un des experts ayant participé à l’enquête judiciaire affirme que l’analyse certifiant le produit de l’Erika se trouve être beaucoup trop sommaire. Elle ne permet pas d’affirmer à 100 % qu’il s’agissait bien d’un fioul lourd no 2. Une ou plusieurs substances (additifs), n’entrant pas dans la composition d’un fioul lourd classique, peuvent être présentes dans la cargaison. Elles suffiraient à faire de ce fioul lourd no 2, un déchet. Or, ces substances — hormis une seule, le chlorure — n’ont jamais été recherchées.

### Procès
Le début du procès a lieu le 12 février 2007 afin de tenter d'identifier les responsabilités. Parmi les quinze accusés figurent notamment le propriétaire italien de l’Erika, Giuseppe Savarese, et son gestionnaire, Antonio Pollara, le commandant indien du navire Karun Mathur, la société de classification italienne RINA, quatre responsables des secours à terre accusés d'avoir multiplié les dysfonctionnements, la société Total, un de ses directeurs juridiques et deux de ses filiales.
Le procès est marqué par la présence de candidats à la présidentielle et de personnalités politiques, notamment de communes touchées par la catastrophe. Parmi ces personnalités, outre Dominique Voynet, Philippe de Villiers, président du Mouvement pour la France et surtout ici président du Conseil général de Vendée et Corinne Lepage, avocate de plusieurs communes parties civiles et présidente du mouvement Cap21.
La Coordination marée noire est également partie civile.
Le procès a duré quatre mois d’audience (pour sept ans d’enquête et quinze personnes poursuivies) ; il réunissait quarante-neuf témoins et experts et une cinquantaine d’avocats. C'est le premier procès de la sorte en France ; il s'est terminé le 13 juin 2007.
Le tribunal correctionnel de Paris a rendu son jugement le 16 janvier 2008. Coupables de faute caractérisée, le Groupe Total et Rina sont condamnés à l'amende maximale pour des sociétés (375 000 euros), l'armateur Giuseppe Savarese et le gestionnaire Antonio Pollara à l'amende maximale pour des particuliers (75 000 euros). Les autres prévenus, dont le capitaine, sont relaxés. Total, reconnu coupable de pollution maritime par les magistrats, doit verser 192 millions d'euros d'indemnisations aux parties civiles au titre des dommages et intérêts (dont 13 millions au titre de préjudice écologique). Le jugement, long de près de 300 pages, détaille l'historique du navire, sa gestion, les circonstances ayant entraîné son naufrage, et les fautes que le tribunal considère comme ayant été commises par les différents intervenants.
Le 25 janvier 2008, Total fait appel de cette condamnation, tout en décidant le début du versement des dommages-intérêts.
Le 30 mars 2010, la cour d'appel de Paris confirme les condamnations de Rina, Giuseppe Savarese, Antonio Pollara et Total aux amendes maximales et porte le montant des indemnisations de 192,5 à 200,6 millions d'euros (Total devant verser 171,5 millions et Rina les 30 millions restants) mais exonère la compagnie pétrolière de responsabilité civile selon une convention internationale qui stipule que les propriétaires et affréteurs ne peuvent être sur condamnés civilement pour fait de pollution dans la mesure où il existe un fonds d'indemnisation prévu à cet effet. Total décide de se pourvoir en cassation sur les dispositions pénales de la décision de la cour d'appel, son conseil Me Daniel Soulez-Larivière arguant un problème de compatibilité entre la loi française de 1983 sur le délit de pollution et les conventions internationales de Montego Bay et Marpol,.
Concernant l'affaire opposant la commune de Mesquer à Total, la Cour de cassation a cassé et annulé l'arrêt rendu par la cour d'appel de Rennes. À la suite d'une saisine de la Cour de justice des Communautés européennes (CJCE) afin d'éclairer la notion de « déchet » dans les termes de l'article L. 541-2 du Code de l'environnement (qui transpose en droit français la directive européenne du 15 juillet 1975 relative aux déchets), la Cour a cassé l'arrêt de la Cour d'appel de Rennes du 13 février 2002, qui déboutait Mesquer de sa requête à Total visant à faire rembourser les opérations de dépollution engagées par la commune. L'affaire est donc renvoyée, sur le fond, devant la cour d'appel de Bordeaux
L'avocat général Didier Boccon-Gibod demande en avril 2012 l'annulation de l'ensemble de la procédure judiciaire estimant que la justice française n'est pas compétente sur ce dossier. La décision est renvoyée au 25 septembre 2012. En septembre 2012, la Cour de cassation ne suit pas ces conclusions. Elle rejette le pourvoi dans son intégralité, confirme la responsabilité de l'affréteur et valide le principe jurisprudentiel du préjudice écologique. Le groupe pétrolier Total est condamné à payer une amende pénale de 375 000 euros et 200 millions d'euros de réparations civiles.

## Conséquences du naufrage
Le naufrage de l’Erika a mis en lumière certaines mauvaises pratiques maritimes et l'émotion suscitée par l'ampleur de la catastrophe environnementale a amené à la mise en place de nouvelles mesures pour éviter que le drame ne se reproduise. Le naufrage de l’Erika, suivi de celui du Prestige, a amené la France, aux côtés de l'Union européenne et de l'Organisation maritime internationale, à renforcer sa politique en matière de sécurité maritime et de lutte contre la pollution maritime. Trois ensembles de mesures appelés Paquet Erika 1, 2 et 3 ont été mis en place.
À partir du mois de juillet 2003, les contrôles sont renforcés. Les navires vétustes doivent être contrôlés en profondeur au moins une fois par an.
Il doit être mis en place un seuil d'inspection de 25 % des navires accostant dans un port. La France réalise un taux de 9,6 % (fin 2002), un des plus faibles de la Communauté européenne avec l'Irlande. Cela est principalement dû à un manque d'inspecteurs.
Les navires pétroliers à simple coque seront interdits en 2015 (cette dernière mesure est sujette à controverse).
Un contrôle plus strict des sociétés de classification devrait être mis en place.
À la suite de cette marée noire, un patron de pêche vendéen, M. Thomazeau, invente un chalut anti-pollution, le Thomsea, qui sera adopté par la Marine nationale, et qui sera utilisé lors de la marée noire du Prestige.

## Culture populaire
La chanson Erika, Erika de Gilles Servat reprend ironiquement le slogan de Total : « Je n'irai plus chez ton affréteur par hasard. » Un recueil collectif de poésies est paru en juin 2001, Adieu m'a dit la mouette, ou la complainte de l'Erika, à l'édition du Petit Pavé.
En 2000, le groupe Krozal sort un mini album de six titres, intitulé Erika et Amoco, consacré à la catastrophe.
Le naufrage a également inspiré un roman pour la jeunesse, Tempête sur l'Erika de Roselyne Bertin, publié en 2001 chez Rageot.